# Aprilie 2000
Acest articol este generat integral pe baza informațiilor din articolul 2000 și este actualizat periodic de un robot.
 Editările făcute în articol vor fi șterse la următoarea actualizare! Dacă doriți să faceți modificări, editați articolul-sursă.

ianuarie -
februarie -
martie -
aprilie -
mai -
iunie -
iulie -
august -
septembrie -
octombrie -
noiembrie -
decembrie
Aprilie 2000 a fost a patra lună a anului și a început într-o zi de sâmbătă.

## Evenimente
- 3 aprilie: După 7 ani de așteptări, la Strasbourg, PDSR este admis membru cu drepturi depline în Grupul socialist al Adunării Parlamentare a Consiliului Europei. PD-istul Bogdan Niculescu Duvăz a pledat cu convingere pentru cauza PDSR.[1]
- 26 aprilie: Se lansează postul de televiziune, din trustul Media Pro, Pro TV Internațional.
- 28 aprilie: La Chișinău se semnează Tratatul de parteneriat privilegiat și cooperare între România și Republica Moldova de către miniștrii de Externe ai celor două țări - Petre Roman (România) și Nicolae Tăbăcaru (Republica Moldova).

## Nașteri
- 2 aprilie: Biniyam Girmay, ciclist eritreean
- 12 aprilie: Manuel Turizo, cântăreț columbian
- 13 aprilie: Khea, artist argentinian
- 15 aprilie: Holly Mills, atletă britanică
- 22 aprilie: Antonio Sefer, fotbalist român
- 25 aprilie: Dejan Kulusevski, fotbalist suedez

## Decese
- 3 aprilie: Terence McKenna, scriitor american (n. 1946)
- 6 aprilie: Habib Bourguiba, 96 ani, primul președinte al Tunisiei (1957-1987), (n. 1903)
- 7 aprilie: Moacir Barbosa Nascimento, 79 ani, fotbalist brazilian (portar), (n. 1921)
- 10 aprilie: David Klîșko, 70 ani, fizician rus (n. 1929)
- 13 aprilie: Giorgio Bassani, 84 ani, scriitor italian (n. 1916)
- 14 aprilie: Andrei Sârbu, 49 ani, artist din R. Moldova (n. 1950)
- 29 aprilie: Antonio Buero Vallejo, 83 ani, dramaturg spaniol (n. 1916)